# Colonial National Invitational 1973
Il Colonial National Invitational 1973 è stato un torneo di tennis giocato sul sintetico indoor. È stata la 12ª edizione del Colonial National Invitational, che fa parte del Commercial Union Assurance Grand Prix 1973. Si è giocato a Fort Worth negli USA, dal 1° all'8 ottobre 1973.

## Campioni

### Singolare
Eddie Dibbs ha battuto in finale  Brian Gottfried con il punteggio di 7–5, 6–2, 6–4

### Doppio
Brian Gottfried /  Dick Stockton hanno battuto in finale  Owen Davidson /  John Newcombe con il punteggio di 7–6, 6–4